# 안 생겨요 (신조어)
안 생겨요는 2007년 후반 즈음, 대한민국의 네티즌들에게서 사용된 인터넷 신조어이다. 남자가 평생 여자친구를 사귈수 없다는 뜻을 가지고 있다. '안생겨요'의 첫소리를 영문으로 옮겨 'ASKY'라고 부르기도 한다. '그래도 안생겨요'라는 뜻을 가진 'GRD ASKY'라는 파생어도 존재한다.

## 등장
- 2007년 오늘의 유머 사이트에서 '전 왜 여자친구가 없는 걸까요?'라는 글에서 사람들이 ~해도 '안생겨요'라고 말했는데 이 말이 여러 사이트에 퍼지면서 유행했다. 이 말로 인해 ASKY라는 줄임말 나왔다.[2]
- 2008년 유희열이 유희열의 라디오 천국에서 사용하여 대중화되었다.[3]
- 2013년 유희열이 유희열의 스케치북에서 다시 한번 사용하였다.[4]
- KBS 개그콘서트의 코너 안 생겨요의 제목이 이 은어의 영향을 받은 것으로 추정된다.[5]
- 2013년 3월 '옥수수수염차'의 CF에서 이 은어를 패러디하였다.[6]

## 뜻 왜곡 논란
2010년 경 일베저장소의 일부 회원들이 ASKY 뜻을 왜곡하기 시작했다. 이들이 밀고 있는 뜻은 '아따(A) 슨상님(S) 계실 적엔(K) 이런 일 없었는디(Y)'로, 호남과 김대중 전 대통령을 희화화하는 표현이 인터넷에 펴져나가 당시 논란이 되었다.